# Mária utca

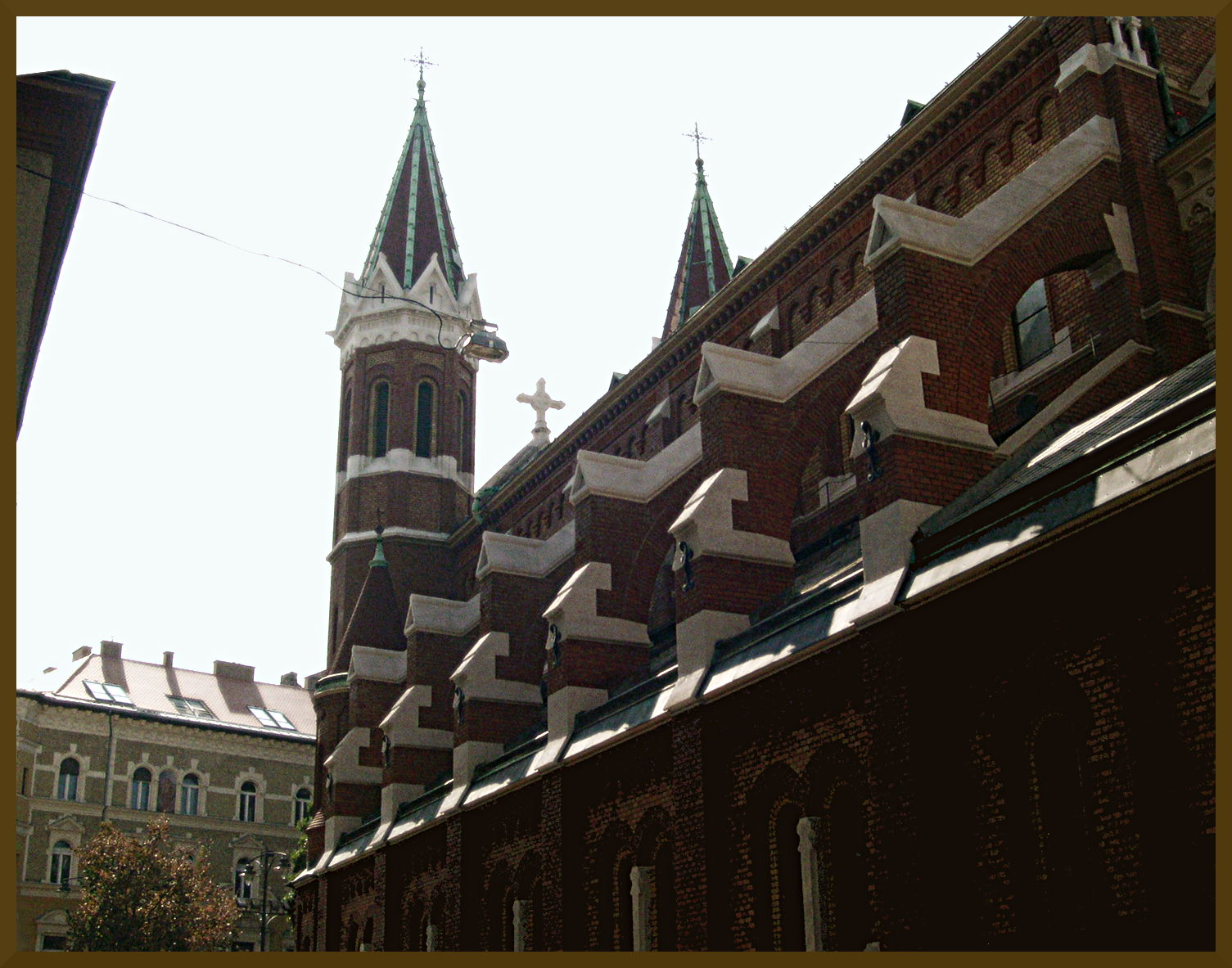
A Mária utcai Jézus Szíve Templom

A Mária utca Budapest VIII. kerületében található, a Gutenberg teret köti össze a Lőrinc pap téren keresztül az Üllői úttal.
A volt Rákos-árok vonalában létesített utca, miután az 1838-as árvíz után a pesti tanács az árok feltöltéséről döntött.

## Jelentősebb épületei
10. szám: romantikus stílusú, 9 ablakos, kétemeletes lakóház, 1855 körül épült Diescher József tervei alapján. Itt lakott Ballagi Mór 1880-1881-ben.
25. szám: Jézus Szíve templom.
30. szám: Itt kezdte meg működését 1626-ban a Magyar Nők Szentkorona Szövetsége Apponyi Albertné és Andrássy Klára vezetésével.
39. szám: A Semmelweis Egyetem I. Számú Szemészeti Klinika, Korb Flóris és Giergl Kálmán építette 1908-ban.